# Persona supresiva
Persona supresiva (en inglés suppresive person, SP) es un término usado en la Iglesia de la Cienciología para describir a "personalidades antisociales". Según el fundador de la Cienciología, L. Ron Hubbard, son un 2,5% de la población. Una declaración en un sitio web de la Iglesia describe a este grupo incluyendo en él a figuras históricas como Adolf Hitler.
El término a menudo se aplica a aquellos a quienes la Iglesia percibe como sus enemigos, como aquellos cuyos actos "desastrosos" y "represores" se dice que impiden el progreso de los cienciólogos individuales o del movimiento de la Cienciología.
Una de las razones por las que las doctrinas de la Cienciología retratan a las personas supresivas como peligrosas es porque se supone que hacen que las personas que las rodean se conviertan en fuentes potenciales de problemas (potential trouble sources, PTS). La Cienciología define a una PTS como "una persona que de alguna manera está conectada con una persona supresiva y que se ve afectada negativamente por ella. A esa persona se le llama una fuente potencial de problemas porque puede causar muchos problemas para sí misma y para los demás". Hubbard suggested that Potential Trouble Sources make up 17.5% of the population.

## Orígenes y definiciones
Al igual que la mayoría de la terminología de la Cienciología, la expresión "persona supresiva" fue acuñada por L. Ron Hubbard. Ruth A. Tucker escribe en su libro Otro evangelio: sectas, religiones alternativas y el Movimiento de la Nueva Era que el concepto parece haber sido introducido en la Cienciología por primera vez en la década de 1960 "a medida que aumentaba la membresía y que el control autoritario [de Hubbard] aumentaba". Tucker señala que muchos de aquellos que se unieron a la Cienciología durante este periodo fueron "personas bien educadas que se enorgullecían de su pensamiento independiente [y] luchaban contra la idea de que otro individuo dominase completamente sus opiniones". Varios de los primeros escritos de Hubbard sobre personas supresivas se centraron en una supuesta responsabilidad por la mala gestión dentro de la Iglesia de la Cienciología.
El glosario oficial de la Iglesia define a una persona supresiva como:

una persona que posee un conjunto distinto de características y actitudes mentales que lo hacen reprimir a otras personas a su alrededor. Esta es la persona cuyo comportamiento se calcula que es desastroso. Es también llamada personalidad antisocial.

La Iglesia considera que estas "personalidades antisociales" son aquellas "que poseen características y actitudes mentales que los llevan a oponerse violentamente a cualquier actividad o grupo de mejoramiento". Esta preocupación por los "grupos" continúa en el Manual de la Cienciología oficial, que establece el corolario: "La personalidad antisocial solo apoya a los grupos destructivos."